# جوليان إيان تشارلز
جوليان إيان تشارلز (مواليد 5 فبراير 1977) هو لاعب كرة قدم سابق من سانت فنسنت وجزر غرينادين لعب كمهاجم.